# روبرت لويس ويلان
روبرت لويس ويلان (بالإنجليزية: Robert Louis Whelan)‏ هو كاهن كاثوليكي أمريكي، ولد في 16 أبريل 1912 في أيداهو في الولايات المتحدة، وتوفي في 15 سبتمبر 2001 في سبوكين في الولايات المتحدة.